# Lars Larsson (dalmålare)
- Ej att förväxla med Sömskar Lars Larsson eller Lars Ryttare

Lars Larsson var en svensk dalmålare från Rättvikstrakten, verksam i början på 1820-talet.
Larssons signerade målningar återger motiv från Gamla Testamentet och har troligen förlagor från 1700-talets figurbiblar. Hans målningar har en särprägel med tunga empirdraperier och ett stjärnformat punktmotiv som används som utfyllnad av tomma partier på målningarna. Larsson är representerad med ett par målningar vid Nordiska museet i Stockholm.